# Laneuveville-derrière-Foug
Laneuveville-derrière-Foug è un comune francese di 144 abitanti situato nel dipartimento della Meurthe e Mosella nella regione del Grand Est.

## Società

### Evoluzione demografica
Abitanti censiti

## Geografia
I comuni più vicini sono: Lucey, Trondes e Foug.
La strada che attraversa il villaggio è la D192.
È il comune più piccolo del dipartimento.

## Toponomastica
Il toponimo significa nuovo villaggio: è caratteristico delle terre di nuova fondazione nel bacino parigino nel Medioevo centrale. La precisione Novavilla retro Fagum (Laneuveville-derrière-Foug) compare nel 1399.